# Robert Benson (konstnär)
Robert Benson, född 1939 i Kent, var en brittisk filmare, animatör, dockskapare och bildkonstnär, verksam i Sverige från 1960-talet.
Redan som 12-åring kom Benson in på Camberwell Art College i London. Han blev sedan animatör och arbetade bland annat för Warner Bros och Walt Disney. Kring julen 1963 började han göra en sorts mjuka dockor som han kallade "gonks", vilka blev mycket populära bland ungdomar och bland annat ägdes av kändisar som Ringo Star och Peter Sellers. Han gjorde även vinjetten till tv-serien Helgonet.
År 1970 gjorde Benson årets adventskalender Regnbågslandet för SVT och Sveriges Radio, som byggde på hans dockor och animationer. Från och med 1970-talet var han främst verksam som bildkonstnär, med inriktning på popkonst, och ställde flera gånger ut på Galerie Bel'Art på Birger Jarlsgatan i Stockholm, bland annat 1978, 1979, 1998 2001 och 2006.